# DESH
Molnár Attila (Budapest,  1997. december 18. — ), ismertebb nevén DESH, Fonogram-díjra jelölt magyar énekes. Művészneve a focista múltjából ered, ott a tizes mezt viselte: lovári nyelven a desh a tizes számot jelenti.

## Élete
Roma családból származik. Gyermekkorában a Hungária zenekar nagy rajongója volt illetve L.L.Junior a példaképe aki egyben a keresztapja is. Egy közös ismerős jóvoltából találkozott Azahriah-val akivel a mai napig ad ki közös zenéket. Zenei pályafutása előtt kukásként dolgozott.

## Karrier
Egy szomorú véget ért, 2 és fél éves kapcsolatának hatására írta első dalát.
Jelenlegi zenei partnerével, Baukó Attilával, ismertebb nevén Azahriah-val egy közös ismerősön, Vitó Zsombor kliprendezőn keresztül találkoztak. Az áttörést számukra a 2020-ban kiadott RÉT című dal jelentette, amivel felkerültek a MAHASZ slágerlistáira is. A duó 2021 májusában kiadott Mind1 című száma rögtön a MAHASZ Stream Top 40 slágerlista 9. helyén nyitott, majd listavezetőként is szerepelt. A 2021 júliusában megjelent EL BARTO ugyanezen a listán a 6. helyet érte el. DESH 2021 decemberében adta ki a Kukásautó című dalát, amelynek klipjét 2023 elejéig már több mint 28 milliószor játszották le a YouTube-on. 2022 márciusában jött ki Tóth Andival közös számuk, az atedalod. Ugyanezen év májusában adták ki Azahriah-val első közös nagylemezüket, amely A ló túloldalán címet kapta. Októberben megjelent első önálló nagylemeze, a DESHPERADO.
2021 nyarán léptek fel először Azahriah-val a Budapest Parkban, amit 2022-23-ban két-két teltházas koncert követett ugyanitt. Később megfordultak a Sziget Fesztiválon és számos más hazai fesztiválon is. Immáron 3. éve teli van a naptáruk a koncert szezon alatt. 2023. március 10-én a Papp László Sportarénában koncerteztek. 2024. május 24-25-26-án három teltházas koncertet adtak a Puskás Arénában Azahriah-val.
2024 júliusában megjelent a Young Fly-al közös BAKPAKK EP.
2024. augusztus 1-jén adta első önálló koncertjét a Budapest Parkban, ami teltházas is lett.
2025-ben megjelenik a TALPRA CIGÁNYOK című kislemeze.  

## Diszkográfia

### Nagylemezek
- A ló túloldalán (2022) (Azahriah-val)
- DESHPERADO (2022)

### Középlemezek
- CARPE DIEM (2023) (Young Fly-jal)
- tripq (2023) (Azahriáh-val)
- A bús barista balladái (2023)
- BAKPAKK (2024) (Young Fly-jal)
- Talpra cigányok (2025)

### Kislemezek
| Év   | Dal                                                          | Legmagasabb helyezés | Legmagasabb helyezés | Legmagasabb helyezés | Legmagasabb helyezés | Legmagasabb helyezés | Legmagasabb helyezés | Legmagasabb helyezés   | Album                  |
| Év   | Dal                                                          | Mahasz               | Mahasz               | Mahasz               | Mahasz               | Mahasz               | Mahasz               | Billboard              | Album                  |
| Év   | Dal                                                          | Rádiós Top 40        | Editors' Choice      | Magyar Rádiós Top 40 | Dance Top 40         | Single Top 40        | Stream Top 40        | Hungary Songs          | Album                  |
| ---- | ------------------------------------------------------------ | -------------------- | -------------------- | -------------------- | -------------------- | -------------------- | -------------------- | ---------------------- | ---------------------- |
| 2020 | 203 (közreműködik Azahriah)                                  | -                    | -                    | -                    | -                    | -                    | -                    | -                      | Nem jelent meg albumon |
| 2020 | Insomnia (Goldrey-jel)                                       | -                    | -                    | -                    | -                    | -                    | -                    | -                      | Nem jelent meg albumon |
| 2020 | RÉT (Azahriah x DESH dal)                                    | -                    | -                    | -                    | -                    | 9                    | 7                    | 18                     | Nem jelent meg albumon |
| 2021 | Nadieu                                                       | -                    | -                    | -                    | -                    | -                    | -                    | -                      | Nem jelent meg albumon |
| 2021 | MIND1 (Azahriah x DESH dal)                                  | 28                   | -                    | 11                   | -                    | 4                    | 1                    | 5                      | A ló túloldalán        |
| 2021 | EL BARTO (Azahriah x DESH dal)                               | -                    | -                    | -                    | -                    | 12                   | 6                    | -                      | Nem jelent meg albumon |
| 2021 | Kukásautó                                                    | -                    | -                    | 21                   | -                    | 4                    | 1                    | 5                      | DESHPERADO             |
| 2022 | tevagyazalány (Azahriah x DESH dal)                          | -                    | -                    | -                    | -                    | -                    | 13                   | 13                     | A ló túloldalán        |
| 2022 | Adieu                                                        | -                    | -                    | -                    | -                    | 24                   | 32                   | 6                      | DESHPERADO             |
| 2022 | Miafasz (Azahriah x DESH dal)                                | -                    | -                    | -                    | -                    | 7                    | 2                    | 1                      | A ló túloldalán        |
| 2022 | Pullup (Azahriah x DESH dal)                                 | -                    | -                    | -                    | -                    | 4                    | 1                    | 1                      | A ló túloldalán        |
| 2022 | Habibi (Azahriah x DESH dal)                                 | -                    | -                    | -                    | -                    | 29                   | 7                    | 5                      | A ló túloldalán        |
| 2022 | Drill                                                        | -                    | -                    | -                    | -                    | -                    | 38                   | 16                     | DESHPERADO             |
| 2022 | Malibu                                                       | -                    | -                    | -                    | -                    | 22                   | 13                   | 6                      | DESHPERADO             |
| 2022 | Papa (DESH x Azahriah dal)                                   | -                    | -                    | -                    | -                    | 5                    | 2                    | 1                      | DESHPERADO             |
| 2023 | Inkasszó                                                     | -                    | -                    | -                    | -                    | -                    | 13                   | 8                      | Nem jelent meg albumon |
| 2023 | Rollin′ (DESH, Young Fly, KKevin dal)                        | -                    | -                    | -                    | -                    | 1                    |                      | 1                      | CARPE DIEM             |
| 2023 | Honeymoon (DESH, Young Fly dal])                             | -                    | -                    | -                    | -                    | 27                   | 16                   |                        | CARPE DIEM             |
| 2023 | Rampapapam (DESH, Azahriah, Young Fly dal, közr Lord Panamo) | -                    | 21                   | 8                    | 10                   | 1                    | 1                    |                        | CARPE DIEM             |
| 2023 | Elaludni                                                     | -                    | -                    | -                    | -                    | 18                   | 12                   | A bús barista balladái |                        |
| 2023 | Osztriga                                                     | -                    | -                    | -                    | -                    | 1                    | 1                    | A bús barista balladái |                        |
| 2023 | Haramia                                                      | -                    | -                    | -                    | -                    | 4                    | 2                    | A bús barista balladái |                        |
| 2023 | Apály                                                        | -                    | -                    | -                    | -                    | 8                    | 2                    | Nem jelent meg albumon |                        |
| 2024 | Strawberry                                                   | -                    | -                    | -                    | 19                   | 1                    | 1                    | Nem jelent meg albumon |                        |
| 2024 | BAKPAKK (DESH x Young Fly x Azahriah dal)                    | -                    | 34                   | 7                    | -                    | 1                    | 1                    | BAKPAKK                |                        |
| 2024 | MOKKA (DESH x Young Fly dal)                                 | -                    | -                    | -                    | -                    | 3                    | 2                    | BAKPAKK                |                        |
| 2024 | SUV (DESH x Young Fly dal)                                   | -                    | -                    | -                    | -                    | 2                    | 2                    | BAKPAKK                |                        |
| 2024 | PANNONIA (DESH x Young Fly x Azahriah dal)                   | -                    | 4                    | 2                    | 3                    | 1                    | 1                    | BAKPAKK                |                        |
| 2024 | LEVÉL                                                        | -                    | -                    | -                    | -                    | 2                    | 1                    | Nem jelent meg albumon |                        |
| 2025 | Talpra cigányok                                              | -                    | -                    | -                    | -                    | 1                    | 1                    | Talpra cigányok        |                        |
| 2025 | Egy éjszaka                                                  | -                    | -                    | -                    | -                    | 3                    | 3                    | Talpra cigányok        |                        |
| 2025 | Vinnipu                                                      | -                    | -                    | -                    | -                    | 1                    | 1                    | Talpra cigányok        |                        |
| 2025 | OHMAMMA (DESH x Young Fly dal)                               | -                    | -                    | -                    | -                    | 1                    | 1                    | Nem jelent meg albumon |                        |

### Egyéb slágerlistás dalok
| Év   | Dal                                                             | Legmagasabb helyezés | Legmagasabb helyezés | Legmagasabb helyezés | Legmagasabb helyezés | Legmagasabb helyezés | Legmagasabb helyezés | Legmagasabb helyezés   | Album           |
| Év   | Dal                                                             | Mahasz               | Mahasz               | Mahasz               | Mahasz               | Mahasz               | Mahasz               | Billboard              | Album           |
| Év   | Dal                                                             | Rádiós Top 40        | Editors' Choice      | Magyar Rádiós Top 40 | Dance Top 40         | Single Top 40        | Stream Top 40        | Hungary Songs          | Album           |
| ---- | --------------------------------------------------------------- | -------------------- | -------------------- | -------------------- | -------------------- | -------------------- | -------------------- | ---------------------- | --------------- |
| 2022 | Tisztán iszom (Azahriah x DESH dal)                             | -                    | -                    | -                    | -                    | 14                   | 5                    | 4                      | A ló túloldalán |
| 2022 | Drogba (Azahriah x DESH dal)                                    | -                    | -                    | -                    | -                    | -                    | 11                   | 8                      | A ló túloldalán |
| 2022 | Felednéd (Azahriah x DESH dal)                                  | -                    | -                    | -                    | -                    | 36                   | 6                    | 6                      | A ló túloldalán |
| 2022 | Lóerő (Azahriah x DESH dal, közr. Young Fly)                    | -                    | -                    | -                    | -                    | 31                   | 12                   | 14                     | A ló túloldalán |
| 2022 | Megmentő (Azahriah x DESH dal)                                  | -                    | -                    | -                    | -                    | -                    | 15                   | 15                     | A ló túloldalán |
| 2022 | Áthívhatsz                                                      | -                    | -                    | -                    | -                    | -                    | 33                   | -                      | DESHPERADO      |
| 2023 | Walkin a street (DESH, Azahriah, Young Fly dal)                 | -                    | -                    | -                    | -                    | 5                    |                      | 4                      | CARPE DIEM      |
| 2023 | Pakisztáni/popo (DESH, Young Fly dal)                           | -                    | -                    | -                    | -                    | 2                    | 1                    |                        | CARPE DIEM      |
| 2023 | ceremónia (Azahriah x DESH dal)                                 | -                    | -                    | -                    | -                    | 1                    | 3                    | tripq                  |                 |
| 2023 | vicc (Azahriah x DESH dal)                                      | -                    | -                    | -                    | -                    | 6                    | 8                    | tripq                  |                 |
| 2023 | lost tiki (Azahriah x DESH dal)                                 | -                    | -                    | -                    | -                    | 4                    | 7                    | tripq                  |                 |
| 2023 | bulbaba (Azahriah x DESH dal)                                   | -                    | -                    | -                    | -                    | 7                    | 8                    | tripq                  |                 |
| 2023 | béke (Azahriah x DESH x Young Fly x Lord Panamo x Copy Con dal) | -                    | -                    | -                    | -                    | 3                    | 4                    | tripq                  |                 |
| 2023 | How we do                                                       | -                    | -                    | -                    | -                    | 12                   | 8                    | A bús barista balladái |                 |
| 2023 | Eldorádó (Azahriah-val)                                         | -                    | -                    | -                    | -                    | 5                    | 5                    | A bús barista balladái |                 |
| 2024 | CHOCO MOMMY (DESH x Young Fly dal)                              | -                    | -                    | -                    | -                    | 7                    | 7                    | BAKPAKK                |                 |
| 2025 | História (DESH, L.L. Junior dal)                                | -                    | -                    | -                    | -                    | 14                   | 14                   | Talpra cigányok        |                 |
| 2025 | Vanazacigi                                                      | -                    | -                    | -                    | -                    | 16                   | 15                   | Talpra cigányok        |                 |

### Közreműködések
| Év   | Dal                                                           | Legmagasabb helyezés | Legmagasabb helyezés | Legmagasabb helyezés | Legmagasabb helyezés | Legmagasabb helyezés | Legmagasabb helyezés | Legmagasabb helyezés | Album                  |
| Év   | Dal                                                           | Mahasz               | Mahasz               | Mahasz               | Mahasz               | Mahasz               | Mahasz               | Billboard            | Album                  |
| Év   | Dal                                                           | Rádiós Top 40        | Editors' Choice      | Magyar Rádiós Top 40 | Dance Top 40         | Single Top 40        | Stream Top 40        | Hungary Songs        | Album                  |
| ---- | ------------------------------------------------------------- | -------------------- | -------------------- | -------------------- | -------------------- | -------------------- | -------------------- | -------------------- | ---------------------- |
| 2021 | 24 karát (Young Fly x DESH dal)                               | -                    | -                    | -                    | -                    | -                    | 24                   | -                    | Nem jelent meg albumon |
| 2022 | atedalod (Tóth Andi dal, közreműködik DESH)                   | -                    | -                    | -                    | -                    | 13                   | -                    | 17                   | Nem jelent meg albumon |
| 2022 | Fless (Rico x Miss Mood dal, közreműködik Azahriah, DESH)     | -                    | -                    | -                    | -                    | -                    | -                    | 16                   | Nem jelent meg albumon |
| 2022 | ADIOS (MAXI dal, közreműködik DESH)                           | -                    | -                    | -                    | -                    | -                    | -                    | -                    | Nem jelent meg albumon |
| 2022 | Leszarom (Rico dal, közreműködik T. Danny, DESH)              | -                    | -                    | -                    | -                    | -                    | -                    | 19                   | Selfmade               |
| 2023 | Tisztelet (T. Danny dal, közreműködik DESH)                   | -                    | -                    | -                    | -                    | -                    | 20                   | 10                   | AZ ALBUM               |
| 2023 | Kamagra Gang (BSW dal, közreműködik KKevin, LMEN PRALA, DESH) | -                    | -                    | -                    | -                    | 39                   | 21                   | -                    | Nem jelent meg albumon |
| 2024 | BANDANA (KKevin dal, közreműködik DESH és Young Fly)          | -                    | -                    | -                    | -                    | 2                    |                      | 2                    | Nem jelent meg albumon |
| 2024 | díva (Dzsúdló dal, közreműködik DESH )                        | -                    | -                    | -                    | -                    | 7                    | 6                    | rabiga               |                        |